# 李大受 (清朝)
李大受，镶白旗人，清朝政治人物。
李大受曾于顺治五年接替黎樹聲任兴化府知府一职，顺治六年由黎樹聲接任。